# فيكتوريا (الفلبين)
فيكتوريا (بالإنجليزية: City of Victorias) هي مدينة في الفلبين، تتبع نيغروس أوتشيدنتال، بلغ عدد سكانها 87,933  نسمة في 2015، تبلغ مساحتها 133.92 كيلومتر مربع، رمزها البريدي هو 6119.

## الموقع
تشترك في الحدود مع:
- Enrique B. Magalona, Negros Occidental [الإنجليزية]‏
- Manapla [الإنجليزية]‏.